# Fuzion
Fuzion — название универсальной ролевой системы. Как и GURPS, Fuzion универсальна и подходит для проведения различных игр в самых разных сеттингах. Правила Fuzion существенно проще, чем правила GURPS, что делает игру более динамичной и более привлекательной для новичков. Другим фактором, способствующим популярности Fuzion, является её бесплатное распространение. При этом Fuzion не столь реалистична, как GURPS.
Особенностью системы является то, что в ней существует большое число первичных параметров персонажа (10 — для сравнения, в GURPS 4, а в D&D 6) с возможностью добавления новых параметров.
Пока что Fuzion значительно уступает по популярности GURPS и D&D. Главной причиной этого является то, что Fuzion появилась позже.